# Кінгстон (острів Норфолк)
Кінгстон (англ. Kingston) — столиця австралійської південно-тихоокеанської зовнішньої території Острів Норфолк. Законодавчі, адміністративні і судові офіси розташовані в Кінгстоні. Місто є другим найстарішим в Австралії і має велике історичне та культурне значення для всіх жителів острова Норфолк та інших австралійців.

## Історія
Місто було засноване 6 березня 1788 року лейтенантом Філіпом Ґідлі Кінгом (англ. Philip Gidley King) і 22 (включно із засудженими: дев'ятьма чоловіками і шістьма жінками) поселенцями. Вони відпливли із затоки Порт-Джексон лише через кілька тижнів після створення британської колонії Новий Південний Уельс.

## Клімат
Місто знаходиться у зоні, котра характеризується вологим субтропічним кліматом. Найтепліший місяць — січень із середньою температурою 22.2 °C (72 °F). Найхолодніший місяць — серпень, із середньою температурою 15.6 °С (60 °F).
| Клімат Кінгстона        | Клімат Кінгстона | Клімат Кінгстона | Клімат Кінгстона | Клімат Кінгстона | Клімат Кінгстона | Клімат Кінгстона | Клімат Кінгстона | Клімат Кінгстона | Клімат Кінгстона | Клімат Кінгстона | Клімат Кінгстона | Клімат Кінгстона | Клімат Кінгстона |
| Показник                | Січ.             | Лют.             | Бер.             | Квіт.            | Трав.            | Черв.            | Лип.             | Серп.            | Вер.             | Жовт.            | Лист.            | Груд.            | Рік              |
| Абсолютний максимум, °C | 31               | 31               | 29               | 28               | 27               | 23               | 22               | 26               | 27               | 25               | 30               | 30               | 31               |
| Середній максимум, °C   | 25               | 25               | 24               | 22               | 20               | 19               | 18               | 18               | 19               | 20               | 22               | 23               | 21               |
| Середня температура, °C | 22               | 22               | 21               | 20               | 18               | 17               | 15               | 15               | 16               | 17               | 19               | 20               | 18               |
| Середній мінімум, °C    | 19               | 20               | 19               | 18               | 16               | 15               | 13               | 13               | 13               | 15               | 16               | 18               | 16               |
| Абсолютний мінімум, °C  | 13               | 13               | 12               | 12               | 9                | 7                | 6                | 7                | 7                | 9                | 9                | 11               | 6                |
| Норма опадів, мм        | 80               | 100              | 90               | 120              | 140              | 130              | 150              | 130              | 90               | 90               | 60               | 80               | 1330             |
| Днів з дощем            | 7                | 9                | 11               | 12               | 12               | 12               | 12               | 12               | 9                | 9                | 7                | 8                | 125              |
| Вологість повітря, %    | 82               | 85               | 82               | 82               | 83               | 82               | 80               | 83               | 82               | 82               | 82               | 82               | 82               |
| ----------------------- | ---------------- | ---------------- | ---------------- | ---------------- | ---------------- | ---------------- | ---------------- | ---------------- | ---------------- | ---------------- | ---------------- | ---------------- | ---------------- |
| Джерело: Weatherbase    |                  |                  |                  |                  |                  |                  |                  |                  |                  |                  |                  |                  |                  |